# Лусіліу Батішта
Лусіліу Батішта (порт. Lucílio Batista, 26 квітня 1965, Лісабон) — колишній португальський футбольний арбітр, касира банку за професією.

## Кар'єра
Батіста почав суддівство в португальському вищому дивізіоні в середині 1990-х років. На міжнародному рівні він судив два матчі на домашньому чемпіонаті Європи 2004 року, а також два матчі на Кубку Конфедерацій 2003 року у Франції.
Батіста також судив матчі в Лізі чемпіонів (16 матчів) і Кубку УЄФА (10 матчів), крім того був запрошений арбітром на фінал Кубка України 2006 року. Закінчив кар'єру в кінці сезону 2009/10.